# Asplenium acutiserratum
Asplenium acutiserratum är en svartbräkenväxtart som först beskrevs av Georg Hans Emmo Wolfgang Hieronymus, och fick sitt nu gällande namn av John T. Mickel. Asplenium acutiserratum ingår i släktet Asplenium och familjen Aspleniaceae. Inga underarter finns listade.